# Nieuweschoot
Nieuweschoot (Fries: Nijskoat) is een dorp in de gemeente Heerenveen, in de Nederlandse provincie Friesland. Het ligt aan de zuidwestkant van de plaats Heerenveen. In 2017 telde het dorp 180 inwoners.
Aan de westzijde van Nieuweschoot loopt de Engelenvaart.  Aan de noordzijde wordt het begrensd door woonwijk De Heide en recreatiegebied De Heide in Heerenveen. Een klein deeltje van de bewoning van het eigenlijke dorp ligt door de uitbreiding van het Industrieterrein Zuid, aan de oostkant van het dorp, in Heerenveen zelf. Ook de plaatsnaambord werd verplaatst waardoor het officieel ook buiten het dorp valt.

## Geschiedenis
De nederzetting is gebouwd op een glaciale zandrug. De naam is afgeleid van 'Schoot', hetgeen 'hooggelegen' land betekent. De benaming 'Nieuwe' verwijst naar het feit dat het de tweede kern is die was ontstaan erop, de oudere nederzetting is het dorp Oudeschoot.
Nieuweschoot werd in 1408 vermeld als Nye Schoten, in 1494 als Nyescoet, in 1579 als Nieschot en in 1664 als Nyeschoot. Tot 1934 viel het dorp onder de gemeente Schoterland.

## Bezienswaardigheden
Bij de kerk van Nieuweschoot staat ook een van de klokkenstoelen in Friesland, gelegen tussen de begraafplaats Schoterhof en het crematorium.

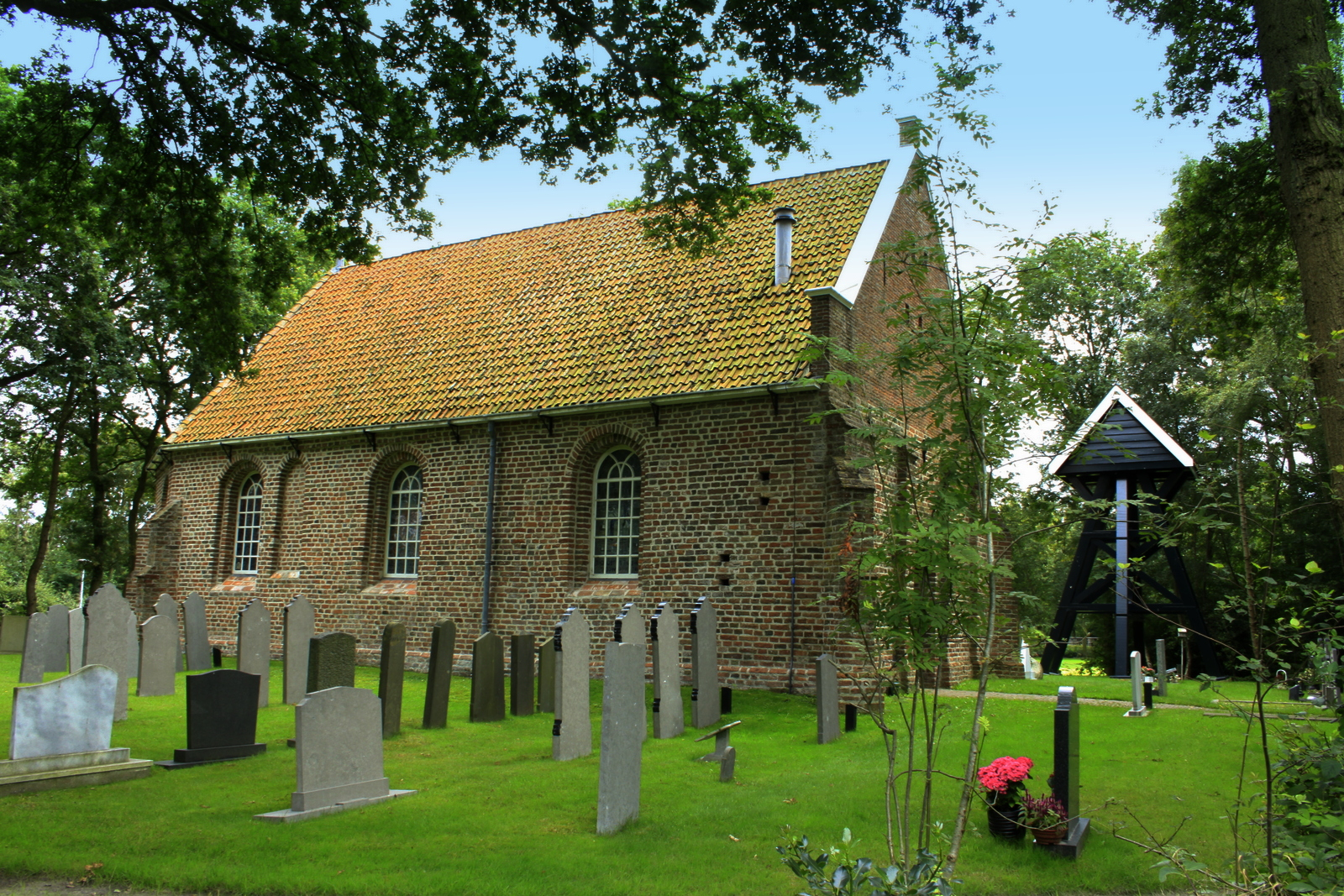
Kerk en klokkenstoel
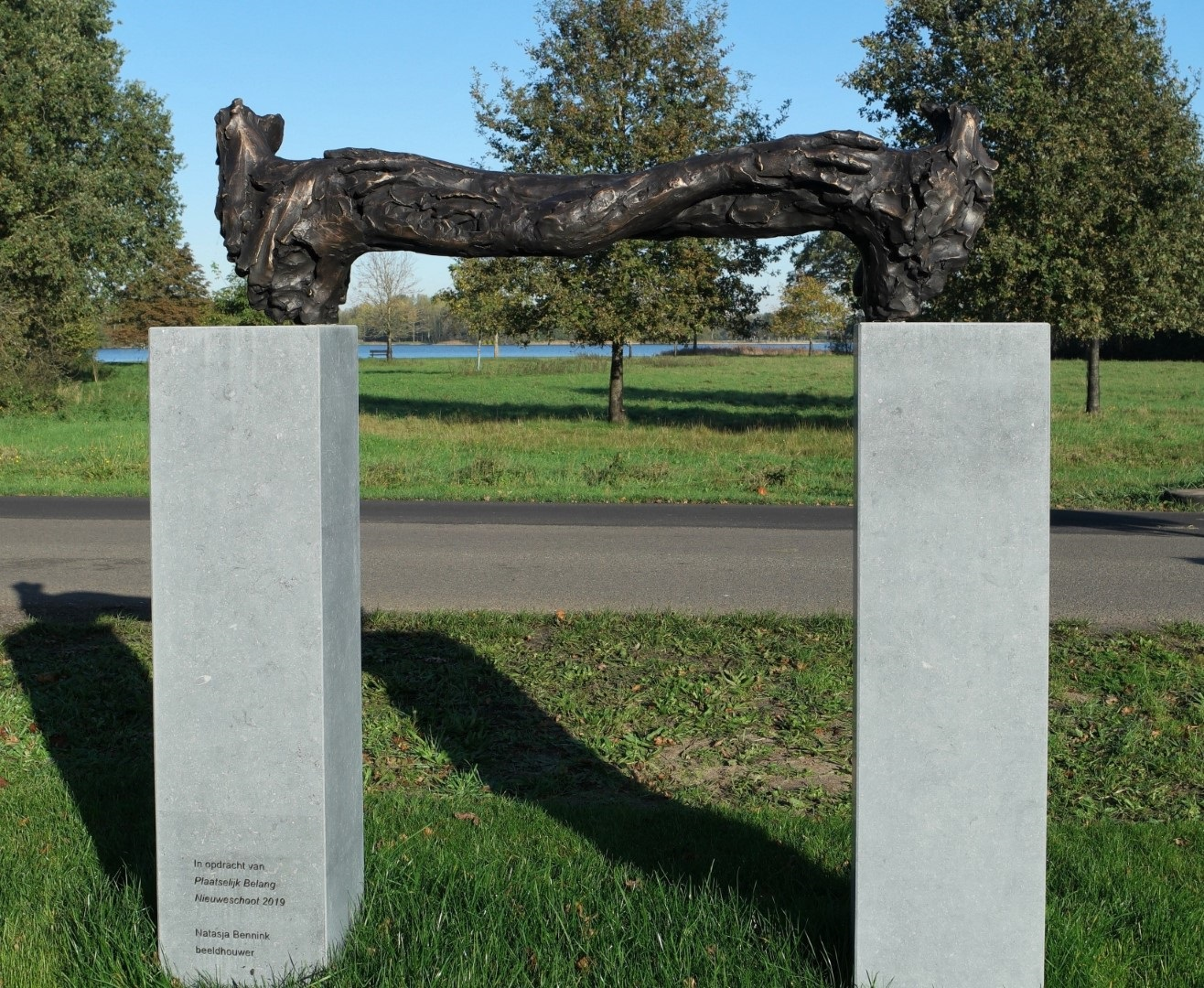
De Mienskip fan Nijskoat van beeldhouwer Natasja Bennink aan de westzijde van Nieuweschoot
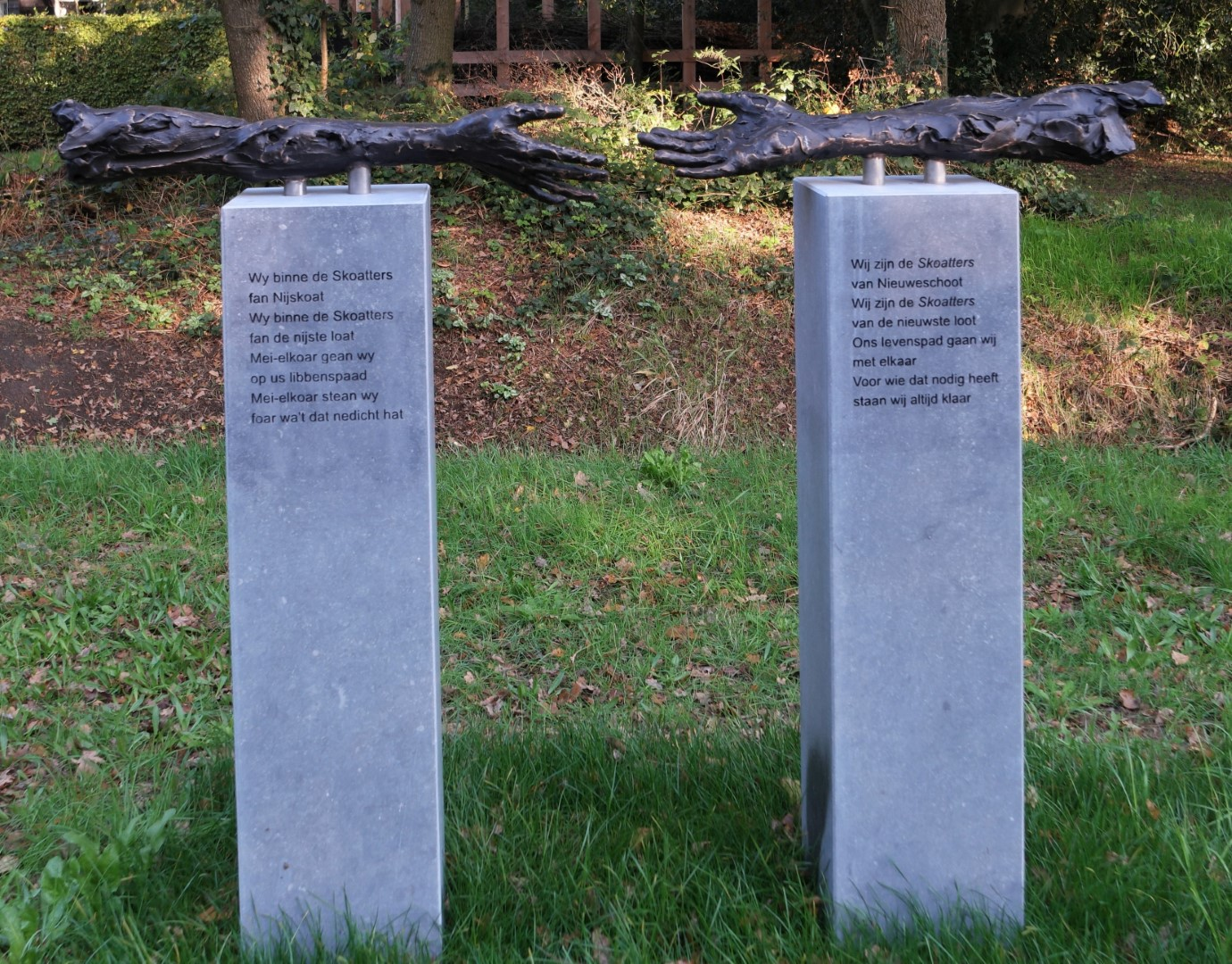
Het tweede beeld staat aan de oostzijde van Nieuweschoot.

## Sport
Op sportgebied begon hier VV Nieuweschoot. Deze voetbalclub speelt sinds de jaren zeventig in Heerenveen.

## Geboren in Nieuweschoot
- Reitze Jonkman (1957), frisist en taalsocioloog
- Yep Kramer (1957), schaatser